# Brucerolis nowra
Brucerolis nowra är en kräftdjursart som beskrevs av Gary C.B. Poore och Storey 2009. Brucerolis nowra ingår i släktet Brucerolis och familjen Serolidae. Inga underarter finns listade i Catalogue of Life.